# Texananus delicatus
Texananus delicatus är en insektsart som beskrevs av Henry Fairfield Osborn och Amy Lathrop 1923. Texananus delicatus ingår i släktet Texananus och familjen dvärgstritar. Inga underarter finns listade i Catalogue of Life.